# Tomaszów Bolesławiecki (przystanek kolejowy)
Tomaszów Bolesławiecki – przystanek kolejowy w Tomaszowie Bolesławieckim, w województwie dolnośląskim, w gminie Warta Bolesławiecka w Polsce.
Stacja oddana do użytku w 1845. Do niedawna (2006) przystanek w Tomaszowie był stacją. Ze stacji odchodziła niegdyś bocznica do radzieckiego lotniska w Krzywej. W związku z modernizacją całego szlaku kolejowego, stacja została zlikwidowana i zastąpiona przystankiem osobowym i posterunkiem odstępowym.

## Ruch pasażerski
| Rok  | Wymiana pasażerska na dobę |
| ---- | -------------------------- |
| 2017 | 100-149                    |
| 2022 | 100-149                    |